# جورج هربرت بالمر
جورج هربرت بالمر (بالإنجليزية: George Herbert Palmer)‏ هو فيلسوف ومترجم أمريكي، ولد في 9 مارس 1842 في بوسطن في الولايات المتحدة، وتوفي في 8 مايو 1933 في ماساتشوستس في الولايات المتحدة.